# São José (Porto Alegre)
Vila São José é um bairro da zona leste da cidade brasileira de Porto Alegre, capital do estado  do Rio Grande do Sul. Foi criado pela Lei 2022 de 7 de dezembro de 1959. Em 2019 o bairro contava com:  26.522 habitantes, distribuídos por seus 304 hectáres, com uma densidade populacional de 8.701,44 hab./km². A taxa de analfabetismo do bairro era de 3,33%, levemente menor que o índice geral de Porto Alegre que era de 3,86%. A renda média era de 2,09 salários mínimos por domicílio. O seu Índice de Desenvolvimento Humano Municipal é de 0,706 bem abaixo em comparação o índice de 0,805 da cidade.

## Histórico
O bairro São José tem sua origem no antigo arraial de São José, loteamento implementado em 1875 por José Inácio Barcelos, que organizou uma ampla divulgação de seus terrenos para melhor comercializá-los. No local foi construída uma capela em homenagem a São José, cuja primeira missa foi realizada no dia 11 de abril de 1880. Além deste loteamento, se desenvolveu no bairro um núcleo populacional sem uma maior ordenação, o Morro da Cruz, conhecido antigamente como Chácara José Murialdo. Neste local instalaram-se pessoas de vários pontos do estado, como
São Francisco de Paula, Bagé, Butiá, e também do estado vizinho de Santa Catarina.
Nos anos 80, 35% da população do bairro ainda não possuía água encanada e serviço de coleta de lixo, e 20% da população era analfabeta.

## Características atuais
Atualmente, a igreja de São José é responsável pela procissão da paixão de Cristo, tradição que atrai anualmente milhares de pessoas.

## Limites atuais
Rua Dona Firmina, da esquina da Avenida Bento Gonçalves até a junção com a Rua 26 de Dezembro; desta, por uma linha reta, seca e imaginária, até encontrar a Rua Ângelo Barcelos, junto ao Arroio do Moinho e ao longo deste curso de água, sempre em direção norte-sul até encontrar a Rua Aquidaben; desta até a Rua São Guilherme; desta até a Avenida Bento Gonçalves, em direção centro, até encontrar a Rua Dona Firmina.
Seus bairros vizinhos são: Partenon, Coronel Aparício Borges, Vila João Pessoa e Agronomia.